# Treppenbock

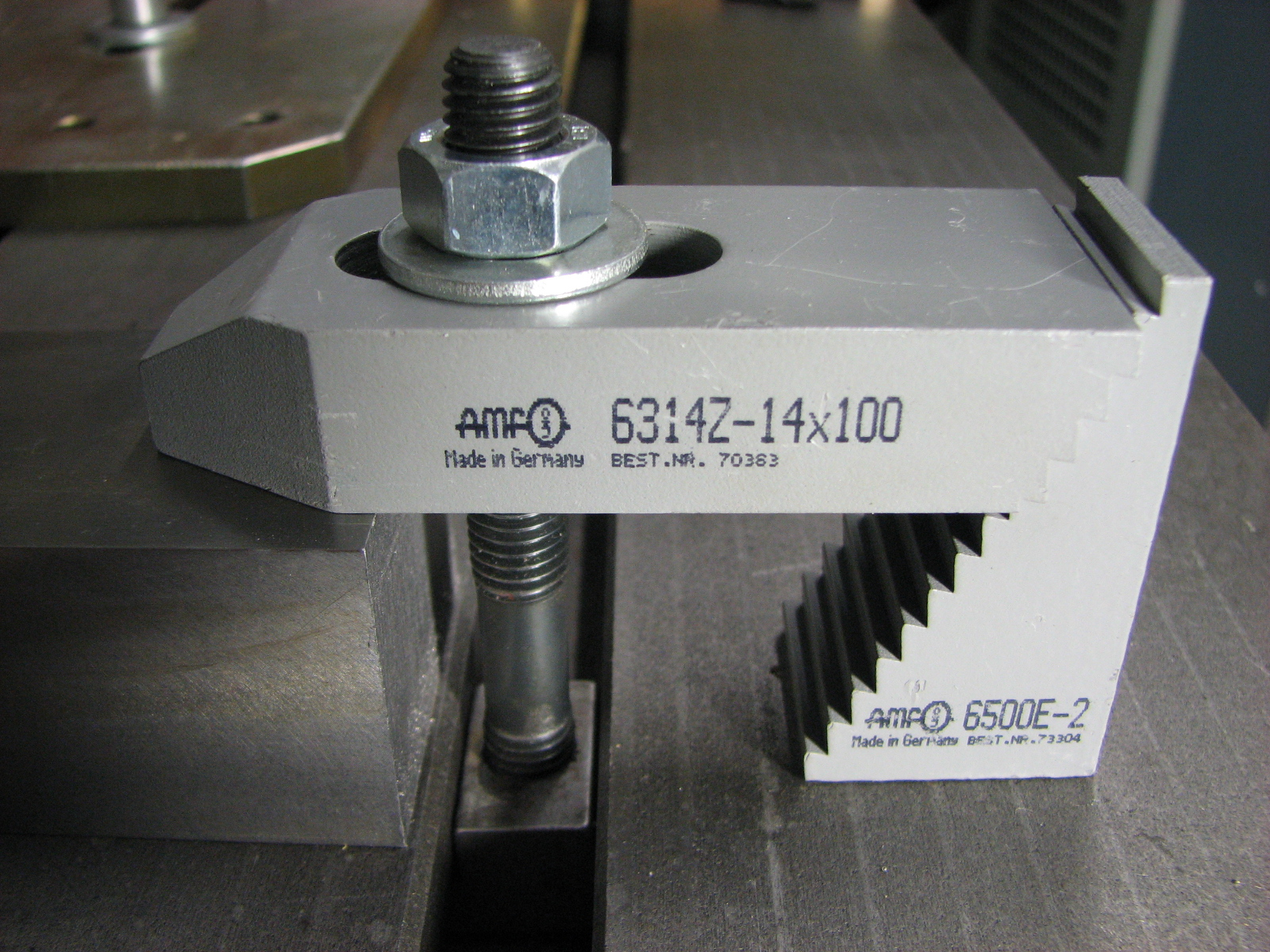
Spanneisen mit Treppenbock als Unterlage

Der Treppenbock ist eine Unterlage für Spanneisen, mit dem der Höhenunterschied zwischen Werkstückauflage und Spannfläche ausgeglichen wird. Die dreieckigen Körper haben an der schrägen Fläche eine Treppenform eingearbeitet, die ein stufenweises Erhöhen der Auflagefläche erlaubt und so eine Vielzahl unterschiedlich großer Unterlagen ersetzt. Um ein anbieterübergreifendes Benutzen mit den ebenfalls treppenförmigen Enden der Spanneisen zu gewährleisten, wurden die Böcke in verschiedenen, den Aufgabengebieten angepassten Normen festgehalten. Ihr Anwendungsbereich ist sowohl in der Fertigungstechnik zum Spannen der Werkstücke auf Maschinentische als auch in der Messtechnik auf Koordinatenmessgeräten zur Fixierung des Prüflings zu finden. 